# 静安越剧团
静安越剧团，1980年1月成立，为上海市主要越剧团之一。

## 历史
静安越剧团的前身为合作越剧团。1950年2月12日，合作越剧团在上海成立，徐天红任团长，主要演员有戚雅仙、徐天红、高剑琳、筱水招等。1950年秋，徐天红参加芳华越剧团，戚雅仙改任团长。1951年2月，高剑琳离开合作越剧团，毕春芳入团。之后戚雅仙、毕春芳二人在合作越剧团长期合作。合作越剧团时期，主要演出举目有古装剧《血手印》、《王老虎抢亲》、《玉堂春》、《林冲》，现代剧《祝福》等。1966年文革开始后中止演出，1972年解散。
1980年1月，剧团重建，由戚雅仙担任首任团长，毕春芳担任首任副团长。杨文蔚、周雅琴、朱祝芬等优秀演员相继加盟。新编剧目有《光绪皇帝》、《玉蜻蜓》、《卖油郎》等。

## 代表作
代表作有《王老虎抢亲》、《血手印》、《光绪皇帝》、《玉蜻蜓》等。

## 著名人物
- 戚雅仙，小旦，1950年2月－1972年，1980年1月－1989年。
- 高剑琳，小生，1950年2月－1951年2月.
- 金静，小旦，1983年－今